# Strategia nazionale per le aree interne

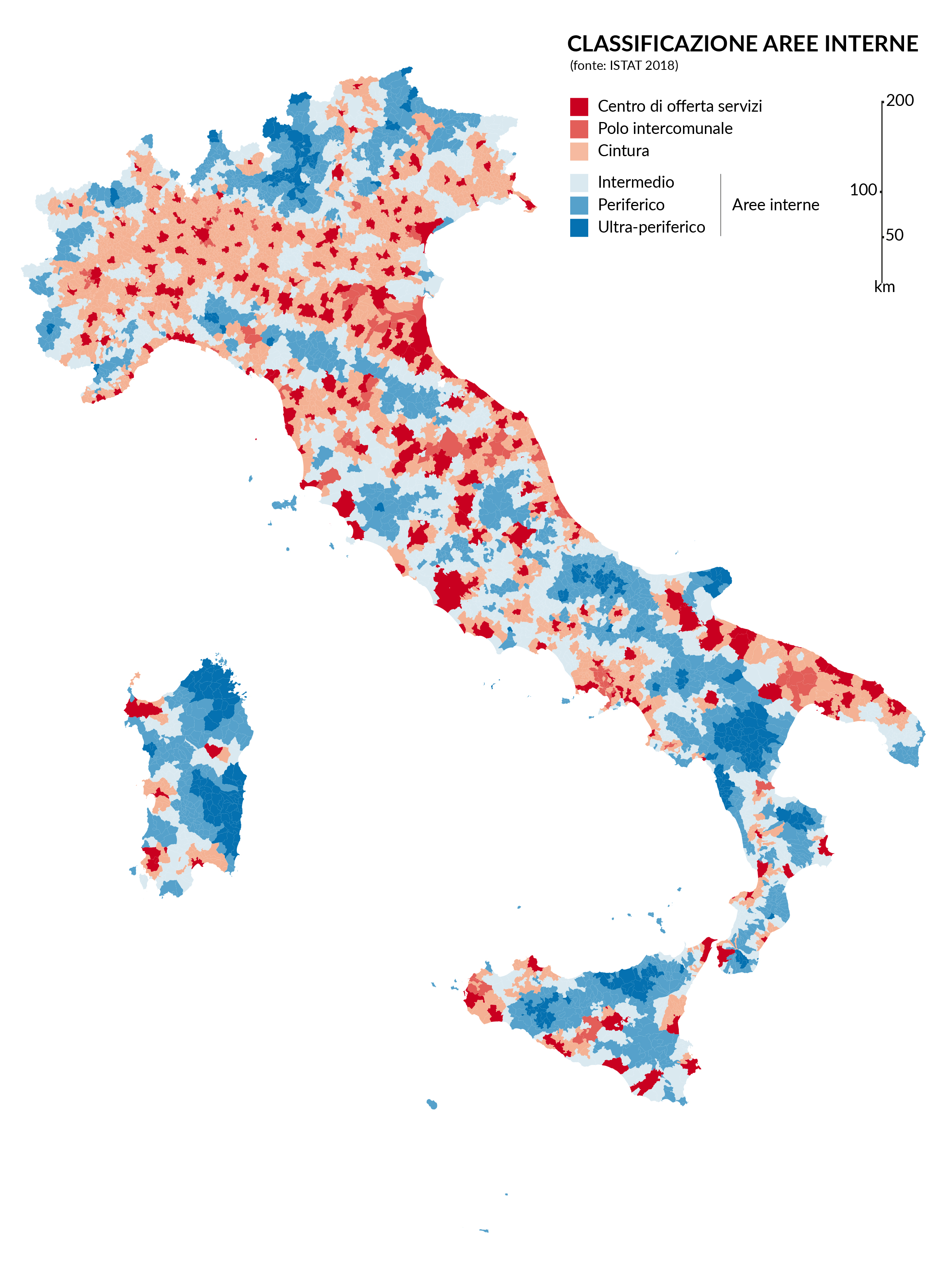
Mappa delle aree interne - fonte dati: ISTAT

 La strategia nazionale per le aree interne (SNAI) è una politica nata nel 2013 promossa dall'Agenzia per la coesione territoriale e dall'allora ministro per la coesione territoriale Fabrizio Barca che mira alla riattivazione delle aree e municipalità remote del Paese. ll documento propone una classificazione dei comuni in base alla distanza dai servizi pubblici considerati essenziali e successivamente suggerisce una serie di azioni e politiche attive per contrastare, o quanto meno mitigare, i fenomeni di declino demografico e marginalizzazione territoriale. La maggior parte delle aree interne si concentra nei territori alpini e appenninici, sono prevalentemente rurali e presentano un significativo spopolamento e una mancanza di servizi base per i cittadini (sanità, istruzione, mobilità), ma al contempo possiedono una disponibilità elevata d’importanti risorse ambientali (risorse idriche, sistemi agricoli, foreste, paesaggi naturali e umani) e culturali (beni archeologici, insediamenti storici, abbazie, piccoli musei, centri di mestiere).
A parte le peculiarità storiche, culturali e naturali di ciascun territorio, una quota rilevante delle aree interne ha subito gradualmente, dal secondo dopoguerra a oggi, un processo di marginalizzazione e fragilizzazione, dovuto principalmente alla migrazione verso i centri economici del Paese. Tale processo ha infatti causato la progressiva perdita del capitale umano e di conoscenze compromettendo il sistema di relazioni territoriali e le possibilità di sviluppo economico, culturale e sociale.

## Definizione di area interna[4]
Per la definizione delle aree interne, SNAI utilizza come indicatore il grado di accessibilità per i cittadini di uno specifico comune alle infrastrutture e ai servizi pubblici essenziali, come la vicinanza alle strutture della sanità pubblica, la possibilità di accedere facilmente all'istruzione secondaria e la prossimità alle infrastrutture dedicate alla mobilità. Da questo parametro, il documento propone una classificazione di tutti i comuni italiani.
In prima istanza SNAI classifica i comuni in base alla presenza o meno di servizi pubblici e infrastrutture essenziali. Questi territori, definiti come centri di offerta dei servizi devono infatti possedere:
- almeno un ospedale sede di DEA di primo livello;
- tutta l'offerta scolastica secondaria;
- una stazione ferroviaria di categoria Silver.[2][3]

Da questa categoria i comuni sono ulteriormente suddivisi in poli intercomunali e in poli se capoluoghi di provincia in quanto sede di altri servizi al cittadino che erano di competenza delle province.
I comuni non rientranti in questa categoria vengono invece classificati sulla base del tempo di percorrenza che un residente deve effettuare per raggiungere il centro di offerta dei servizi più vicino. Da questo parametro SNAI riconosce:
- aree di cintura, tempo di percorrenza inferiore ai 20 minuti;
- aree intermedie, tra 20 e 40 minuti;
- aree periferiche, tra 40 e 75 minuti;
- aree ultra-periferiche, con tempo di percorrenza superiore ai 75 minuti.[4][3]

Il documento definisce infine come aree interne tutti quei territori il cui tempo di percorrenza è superiore ai 20 minuti, tutti i comuni che ricadono nelle categorie di aree intermedie, periferiche e ultra-periferiche. Dall'analisi proposta le aree interne italiane ricoprono circa il 60% del territorio, il 52% dei comuni e il 22% della popolazione nazionale.
| Classificazione               | n. comuni | %    | altitudine media | popolazione 2011 | %    | trend demografico 1971-2011 (%) | superficie (kmq) | %    |
| ----------------------------- | --------- | ---- | ---------------- | ---------------- | ---- | ------------------------------- | ---------------- | ---- |
| Centri di offerta dei servizi | 219       | 2,7  | 145              | 21 223 562       | 35,7 | -6,8                            | 29 519           | 9,8  |
| Poli intercomunali            | 104       | 1,3  | 166              | 2 466 455        | 4,1  | 22,7                            | 6 251            | 2,1  |
| Aree di cintura               | 3 508     | 43,4 | 215              | 22 203 219       | 37,4 | 35,8                            | 81 815           | 27,1 |
| Aree intermedie               | 2 377     | 29,4 | 395              | 8 952 266        | 15,1 | 11,6                            | 89 448           | 29,6 |
| Aree periferiche              | 1 526     | 18,9 | 607              | 3 671 372        | 6,2  | -8,1                            | 73 256           | 24,3 |
| Aree ultra-periferiche        | 358       | 4,4  | 627              | 916 870          | 1,5  | -5,3                            | 21 784           | 7,2  |

## Strategia e azioni integrate
Per invertire o almeno mitigare i processi di marginalizzazione e spopolamento che caratterizzano la maggior parte delle aree interne, la strategia prevede l'attuazione di due livelli di intervento. In prima istanza prevede l'adeguamento e il rafforzamento dei servizi pubblici essenziali, le precondizioni di sviluppo che, oltre a permettere lo sviluppo socio-economico dei territori, sono considerati a oggi dei diritti di cittadinanza per la società contemporanea. Il secondo livello invece, suggerisce la promozione di progetti di sviluppo locale che possano indurre la riattivazione e la rigenerazione dei capitali territoriali latenti.

### Prima classe di azioni
Per garantire le precondizioni di sviluppo la policy propone il miglioramento dell'accessibilità ai servizi di base per i residenti delle aree interne, nello specifico il documento propone il rafforzamento della sanità (pronto-soccorso, emergenze, punti parto, trasfusioni), della scuola (specialmente dell'istruzione secondaria di primo e secondo grado) e della mobilità interna e di collegamento con il Paese. SNAI propone quindi il rafforzamento delle infrastrutture fisiche e digitali delle aree interne:
- Servizi per la salute. Il documento suggerisce una riorganizzazione della struttura territoriale della salute che non si basi esclusivamente sugli ospedali come luoghi di cura, ma sull'assistenza diffusa come la telemedicina, l'istituzione di servizi sanitari mobili e l'assistenza domiciliare. Inoltre propone la predisposizione di attrezzature mediche (per esempio DAE e centri di primo soccorso) e la formazione di figure professionali o volontarie sul territorio per la gestione delle emergenze mediche.

- Scuola. La scuola e l'istruzione sono considerati centrali nella strategia per il ruolo di presidio civile, culturale e sociale che tale istituzione ricopre per il territorio. SNAI propone il potenziamento delle istituzioni scolastiche non solo dal punto di vista tecnologico e di attrezzature ma anche dell'offerta formativa attraverso modelli di governance che avvicinino la scuola al territorio.

- Mobilità. Riguardo alla mobilità interna e di collegamento, la strategia considera due tipologie di azioni: il rafforzamento e ripensamento dell'offerta dei servizi per e nelle aree interne e migliorare la mobilità e la viabilità in modo da ridurre i tempi di percorrenza. Il documento propone un equilibrio tra le due tipologie sempre tenendo in considerazione l'impatto ambientale degli interventi. Tali azioni avvengono quindi attraverso il potenziamento infrastrutturale, quando conforme ai principi di sostenibilità, e attraverso forme di mobilità emerse negli ultimi anni come i servizi on demand e il recupero di percorsi dismessi.

### Seconda classe di azioni
Date le peculiarità di ogni area interna il documento prevede che i progetti di sviluppo locale siano proposti in ottica place-based, capaci quindi di riattivare capitali locali specifici. In tal senso la strategia propone di focalizzarsi sulle effettive potenzialità del territorio in modo da innescare processi di riterritorializzazione sostenibili che diano risultati visibili e misurabili a medio termine. Nello specifico SNAI propone cinque punti su cui dovrebbero basarsi i possibili progetti:
- Tutela del territorio e delle comunità locali, nello specifico si punta alla messa in sicurezza dei territori dal punto di vista rischio idrogeologico e sismico, e allo sviluppo di pratiche di cura, prevenzione e governance (per esempio gestione comune dei servizi).

- Valorizzazione delle risorse naturali, culturali e del turismo sostenibile. La strategia propone di puntare sul paesaggio culturale come bene e capitale comune da valorizzare e attivare anche tramite risorse esterne.
- Sistemi agro-alimentari e sviluppo locale. La valorizzazione e l'incentivazione delle specialità agricole dei territori sono considerate un capitale rilevante capace di favorire l'occupazione, creare nuove attività economiche, anche innovative, e aumentare il livello della biodiversità.
- Risparmio energetico e filiere locali di energia rinnovabile. SNAI propone di realizzare progetti di valorizzazione energetica innovativi (smart grid, decentarlized energy storages) e forme di governance per l'energia che possano far diventare le aree interne luogo di sperimentazione e innovazione.
- Saper fare e artigianato. Il documento propone, analogamente ai sistemi agro-alimentari, di valorizzare le produzioni locali anche attraverso l'innovazione tecnologica e sociale dei capitali di competenze locali.

## 72 aree pilota

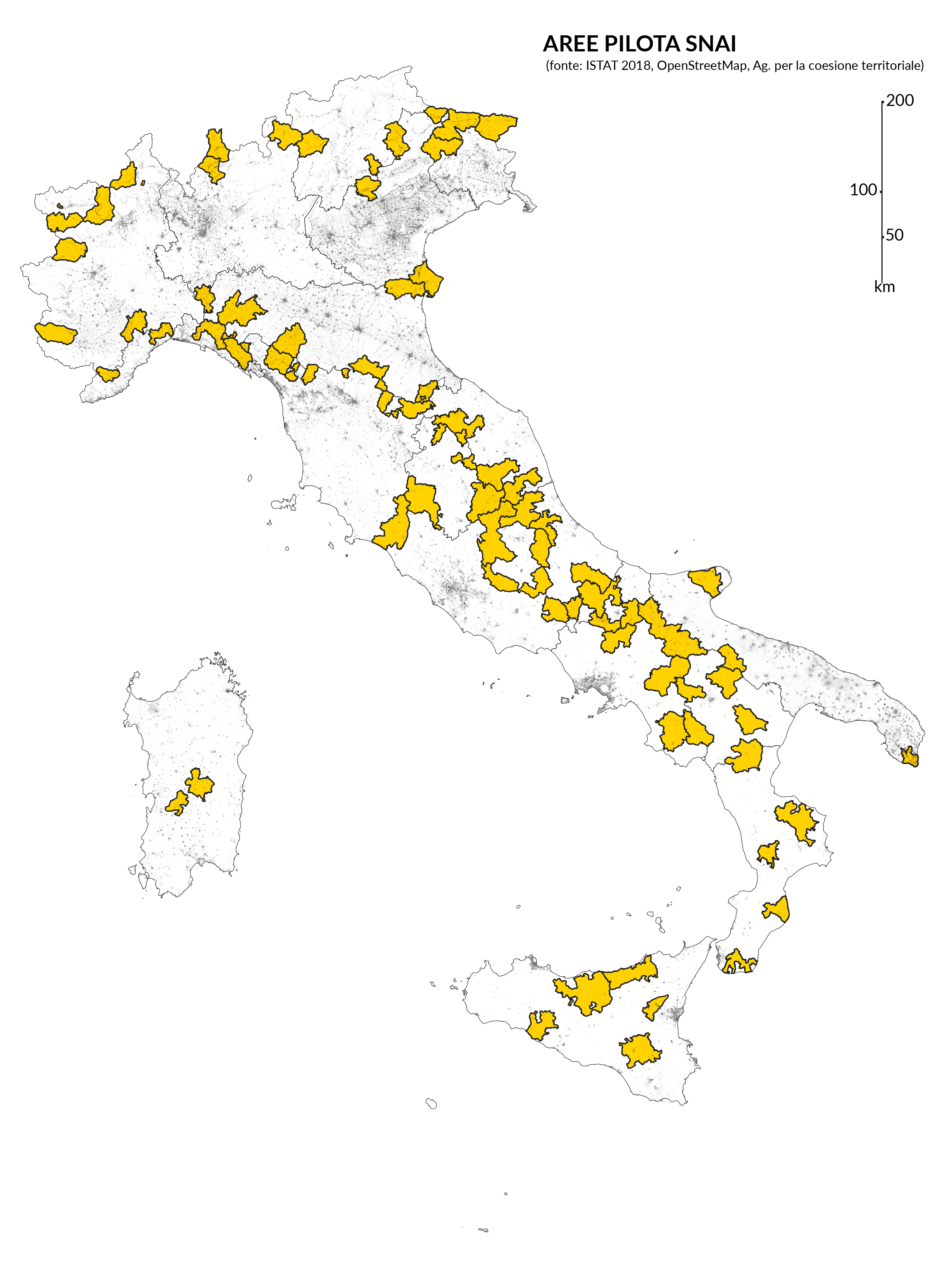
Mappa delle aree pilota identificate da SNAI - fonte dati: ISTAT, OpenStreetMap, Agenzia per la coesione territoriale.

L'accordo di partenariato 2014-2020 prevedeva l'individuazione di una serie di aree pilota in cui sperimentare la strategia attraverso l'attivazione di fondi pubblici, europei e da partenariati pubblico-privati. Successivamente il comitato tecnico per le aree interne ha individuato 72 aree pilota tenendo i considerazione le peculiarità dei territori e sulla base di parametri e indicatori, quali la situazione demografica, le condizioni sociali ed economiche, l'accessibilità ai servizi e le forme di governance dei comuni. Gli interventi prevedono infine la convergenza delle azioni di tutti i livelli di governo: Stato centrale, Regioni e Comuni specialmente in forma associata.
Le 72 aree selezionate includono 1 060 comuni (il 13,4% del totale), circa 2 milioni di abitanti (3,3%) e il 17% del territorio nazionale.
Abruzzo
- Basso Sangro – Trigno
- Valfino Vestina
- Valle Roveto
- Subequana
- Alto Aterno – Gran Sasso – Laga

Basilicata
- Alto Bradano
- Montagna Materana
- Marmo Platano
- Mercure-Alto Sinni-Val Sarmento

Calabria
- Grecanica
- Versante Ionico Serre
- Sila e pre Sila
- Area Reventino Savuto

Campania
- Alta Irpinia
- Cilento interno
- Tammaro – Titerno
- Vallo Di Diano

Emilia-Romagna
- Appennino emiliano
- Basso Ferrarese
- Appennino Piacentino-Parmense
- Alta Valmarecchia

Friuli-Venezia Giulia
- Alta Carnia
- Dolomiti Friulane
- Val Canale – Valli di Fella

Lazio
- Alta Tuscia
- Monti Reatini
- Monti Simbruini
- Valle di Comino

Liguria
- Valle Arroscia
- Beigua e Unione Sol
- Val Di Vara
- Antola-Tigullio

Lombardia
- Valchiavenna
- Appennino lombardo-Oltre Po pavese
- Alta Valtellina
- Alto lago di Como e Valli del Lario

Marche
- Appennino Basso Pesarese e Anconetano
- Ascoli Piceno
- Alto Maceratese

Molise
- Alto Medio Sannio
- Fortore
- Mainarde
- Matese

Piemonte
- Val Bormida
- Val d’Ossola
- Valli di Lanzo
- Valli Maira e Grana

Puglia
- Monti Dauni
- Alta Murgia
- Sud Salento
- Gargano

Sardegna
- Alta Marmilla
- Gennargentu-Mandrolisai

Sicilia
- Val Simeto
- Calatino
- Madonie
- Nebrodi
- Terre Sicane

Toscana
- Garfagnana
- Valdarno e Valdisieve, Mugello e Val di Bisenzio
- Casentino-Valtiberina

Provincia autonoma di Trento
- Tesino
- Val di Sole

Umbria
- Sud-Ovest Orvietano
- Nord-Est Umbria
- Valnerina

Valle d'Aosta
- Bassa Valle
- Grand Paradis

Veneto
- Agordina
- Spettabile Reggenza
- Contratto Di Foce Delta del Po
- Comelico

## La strategia in azione
Per accedere ai fondi le aree pilota hanno dovuto presentare in forma associata un programma di interventi e gestione delle risorse. Il requisito associativo, gestito in convenzione con il Dipartimento della funzione pubblica, è stato ritenuto da SNAI preferenziale per la strategia in quanto fattore necessario a evitare la dispersione delle risorse e a promuovere processi di governance comuni.
Gli interventi proposti dalle 71 aree approvate (su 72 previste entro il 31 dicembre 2020), di cui molti già in fase di attuazione, hanno toccato diversi ambiti tra i quali mobilità, salute, scuola, efficienza e trasparenza della pubblica amministrazione, patrimonio naturale, cultura e turismo, agricoltura e zootecnia, biodiversità, energie rinnovabili, imprese, infrastrutture e servizi digitali, lavoro e formazione, e messa in sicurezza del territorio. Nel 2020 il valore complessivo delle strategie approvate sulle 71 aree è stata pari a 1 142 miliardi di Euro divisi in 261 milioni di risorse statali, 693 milioni dai programmi finanziati dai fondi europei (FESR, FSE, FEASR, FEAMP), e 189 milioni da altre risorse pubbliche e private. La strategia stima inoltre un effetto leva da 1 a 4 per gli interventi rispetto alle risorse del Patto di Stabilità.

### Future integrazioni
Nel corso del 2020 sono stati stanziati ulteriori 310 milioni di Euro di fondi statali per premiare le aree pilota con le performance migliori e più coerenti con la strategia, e per attivare almeno 2 nuove aree pilota per Regione, processo che avverrà tramite una manifestazione di interesse. Infine il Piano Nazionale Ripresa e Resilienza (PNRR), il documento stipulato dal governo per l'accesso ai finanziamenti del Next Generation EU, prevede di integrare i fondi destinati alle aree interne per un importo di 2,1 miliardi di Euro durante il periodo 2021-2027.